# Норик (країна)
Норик (лат. Noricum) — царство племені теврисків (IV ст. до н. е. — 16 р. до н. е.) і потім давньоримська провінція між верхньою течією Драви і Дунаєм (з 16 р. до н. е. — до 460-х років). Провінція Норик межувала на сході і південному сході з Паннонією, на заході з Рецією і Віндолікою (підкорені Тиберієм в 15 р. до н. е.), Італією (лат. Venetia et Histria) на півдні.
Ця територія приблизно відповідає сучасним Штирії і Каринтії (Австрія) та прилеглих районів Баварії на схід від річки Інн (Німеччина) і Словенії.

## Царство Норик

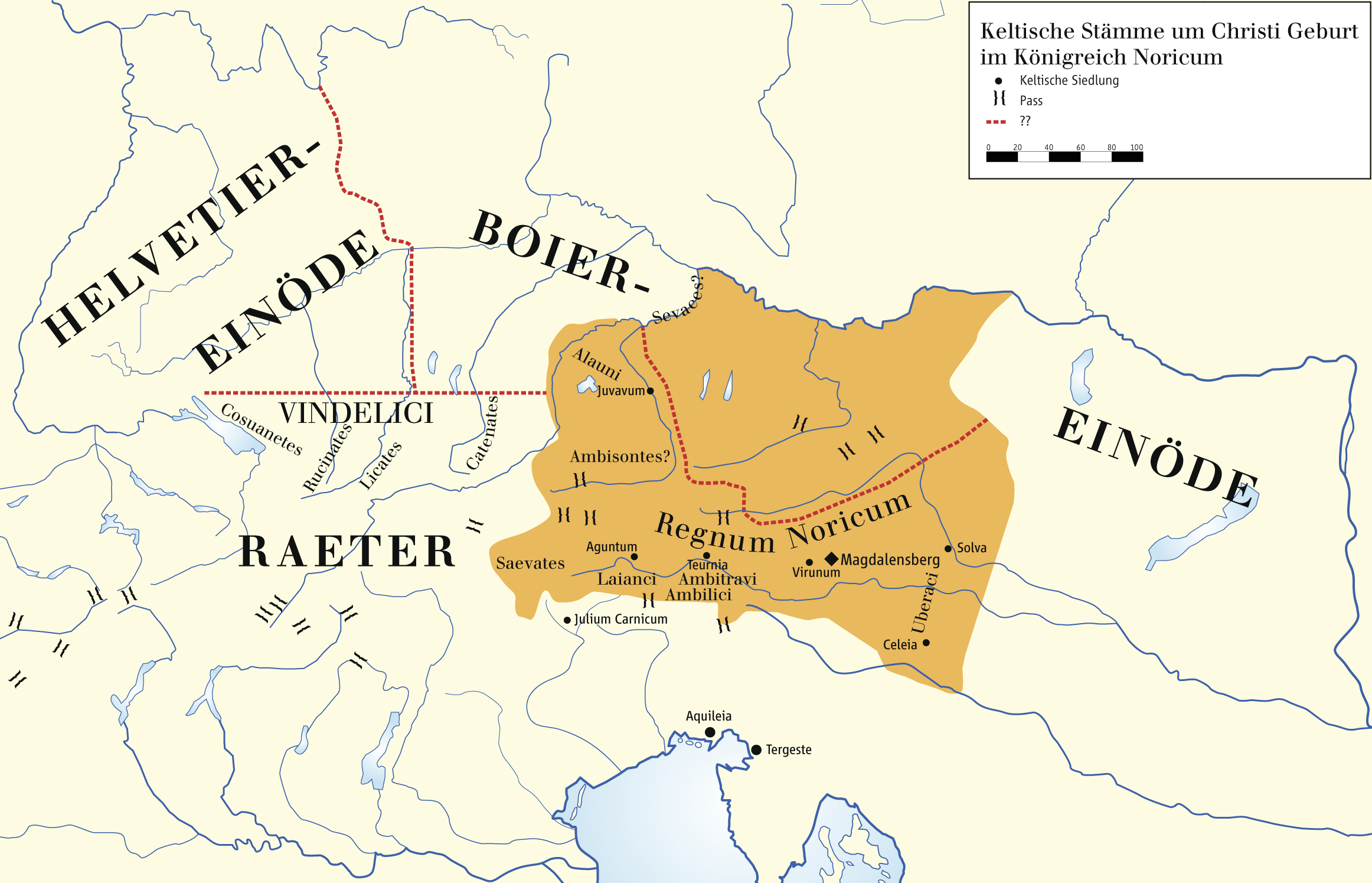
Королівство Норик до завоювання Риму

### Суспільство
Згідно з латинськими джерелами в IV столітті до н. е. іллірійське плем'я нориків об'єднало під своєю владою кілька кельтських, іллірійських племен і плем'я венетів, утворивши власну державу у північно-східних Альпах. Столицею королівства була Норея (можливо, сучасний Клагенфурт). 
На теренах Норика розвинулася змішана кельто-іллірійська культура Есте. Тут вживалася своя оригінальна писемність, а також венетське і іллірійське алфавітне письмо. 
Відомо лише два божества Норика — «Великий батько Белін», який іменувався «великим богом», «царем Туата», і богиня Норея, «велика мати народу». У римський час поклоніння Беліну трансформувався у культ Марса Латобія.
Нориком тривалий час керували верховні вожді. Засновиками державності вважаються Еккеон (бл. 210–180-х роках до н. е.) і його наступники Борон та Тінеон, що керували як співправителі.

### Географія
Страбон у своїй "Географії" вказує на наявність в Альпах двох великих груп, які іноді конфліктували між собою — жителів плодючих долин і власне горців, яких він описує як розбійників. Активність останніх згодом дала римлянам привід до підкорення Норику. Говорячи про карнів та таурисків ("деяких з нориків"), він зазначає: 
Тиберій та брат його Друз протягом однієї літньої кампанії змусили всіх їх припинити свої свавільні набіги, так що вже йде 33-й рік, як вони живуть мирно і релулярно платять данину. 
Горці вимінювали необхідне продовольство на власні товари — смолу і лучину, воск, мед, сир.  
Незважаючи на складні умови для землеробства,  розвитку регіону сприяли поклади заліза, золота і кольорових металів. Розвинена металургія сформувалася тут вже у II тисячолітті до н. е.  
Основним осередком видобутку заліза були гори Ерцберг. В районі сучасного Магдаленсбурга існувало значне поселення, що спеціалізувалося на зброярстві та інших металічних промислах. Звідси вже у II ст. до н. е. високоякісне норицьке залізо та готова зброя широко експортувалися до Римської республіки, а в Аквілеї існувала колонія купців з цієї країни. Водночас, римським купцям і копачам золота працювати в Норику було заборонено. Російський лінгвіст Олександр Черняк стверджує, що саме Норик контролював знаменний «Бурштиновий шлях». 
Таким чином, у царстві накопичується значне багатство, що також сприяє формуванню держави. Зокрема, починається карбування власної золотої монети за зразком римської (так звана східнонорицька монета). Монетний двір розташовувався в районі сучасного Цельє. 
Що стосується чисельності населення, то Карл Юліус Белох аргументував для придунайських територій щільність населення бл. 5 людей на 1 км2. Норик, попри складний рельєф мав перевагу в опадах (700-1200 мм в горах проти 350-500 мм на Паннонській рівнині), а також завдяки розвиненій металообробці.  Таким чином, щільність населення могла бути навіть вище середньої, а загальна його чисельність на території понад 50 тис. км2 сягати 250-300 тис. осіб. 

### Відносини з Римською республікою
129 році до н. е. римляни завдали поразки норикам, та невдовзі уклали союзницький договір. За царя Немета Рим гарантував королівству захист в обмін на безпеку і поставки зброї. Вже у 113 р. до н. е. консул Гней Папірій Карбон вирушив на допомогу Норику у боротьбі з тевтонським вторгненням. У битві під Нореєю германці були розбиті, а цілісність царства — відновлено.
Наступні правителі Норика, Андаманта та Ексінгома (початок I ст. до н. е.) вели подвійну гру, зберігаючи союз з Римом та дотримуючись дружніх відносин з германськими та галльськими племенами. Донька Ексінгома вийшла заміж за короля свевів Аріовіста, а сини — Екрутісур (60–45 до н. е.) та Воккіон (60–45 до н. е.) — підтримали супротивників Гая Юлія Цезаря під час Галльської війни. Лише після поразки у 51 році до н. е. основних сил галлів Воккіон переходить на бік Цезаря та надсилає йому 300 кіннотників. Останні брали участь у громадянській війні 49–45 років до н. е. проти помпеянців.
Саме з ім'ям Воккіона пов'язано розквіт держави Норик. Ще у 60 році до н. е. відбив напад дакійського володаря Буребісти. Згодом заснував нову столицю Вірунум (район сучасного Магдаленсберга). Тут він заснував новий монетний двір, де почав карбувати також срібну монету (західнонорицька монета). Відроджуються збори знаті на кшталт римського сенату. В 45 році до н. е.  Воккіон визнає зверхність Риму.
Останній повновладний цар Гезаторікс (ім'я вказує на родинні зв'язки з галльською знатю) в цілому продовжував політику Воккіона. Перед смертю у 16 році до н. е. він заповідав свою країну "Римському сенату і народові".

### Аннексія Римом

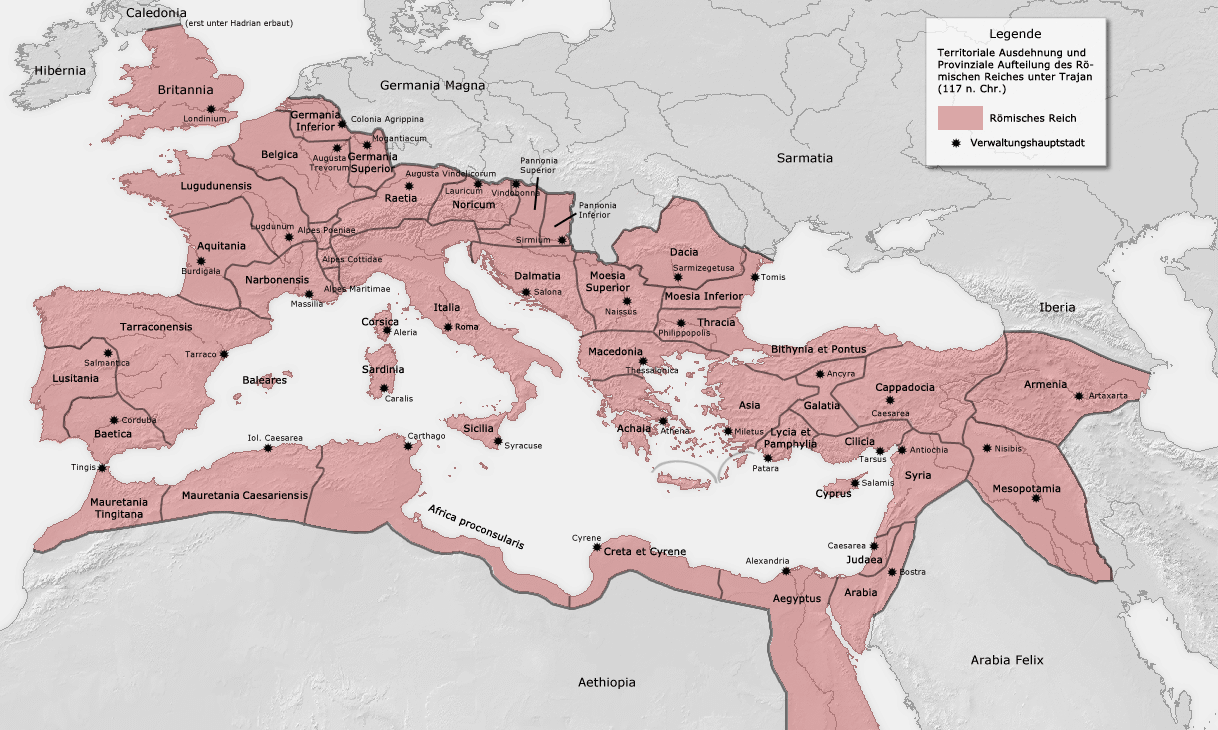
Римські провінції під час Траяна (117 р. н. е.)

Зацікавленість Риму у приєднанні Норика мала низку причин. Як вказує Страбон, існувала потреба умиротворення гірських племен. Окрім того, посилення германських племенних союзів створювало загрозу як окупації союзного царства, так і створення антиримської коаліції з дунайськими племенами (чого в Римі особливо остерігалися під час Іллірійського повстання 6-9 рр.). Певну роль відігравали і економічні мотиви: Норик мав поклади золота і, до того ж, накопичував мав переваги у торгівля завдяки експорту металлів та зброї.
У 17-16 р. до н. е. намісник Іллірика Публій Сілій Нерва здійснив похід проти альпійських племен. Тоді ж Тиберій та Друз підкорили ретів та вінделіків, утворивши провінцію Реція. Норик опинився в оточенні римських володінь, тож передача царства Римові гарантувало його елітам безпеку.
У складі Імперії Норик зберігав вільний статус, фактично лишався трибутним царством. Повноцінною провінцією ця територія стала на початку 40-х років І ст. у рамках політики імператора Клавдія по інкорпорації залежних територій у склад Римської держави (тоді ж було скасовано державність Мавретанії та залишків Фракійського царства).

## Провінція Норик

### Утворення та розвиток
Аннексія царства та створення провінції зберігало привілеї місцевої аристократії. Незмінною лишилася і столиця, місто Вірунум. Норик став імператорською провінцією і управлявся прокуратором зі стану вершників. Основні центри провінції (Вірунум, Агунтум, Ювавум, Целея) одразу ж отримали права муніципія. Це могло бути частиною угоди між Римом та тубільною елітою, адже навіть у розвиненій та романізованій Іспанії більшість громад отримали відповідний статус на 30 років пізніше. 
Норик не лишився осторонь економічного та демографічного піднесення європейських провінцій у І-ІІ ст. та загалом наслідки римського панування (романізація, урбанізація, громадське будівництво) тут були значно скромнішими, ніж в інших дунайських провінціях. У Норику домінувало дрібне землеволодіння, тоді як власники вілл не були настільки численними, щоб дозволити собі грандіозні споруди. Но навіть столиця Вірунум так і не знайшла змоги замостити вулиці міста каменем.
Виходячи з оцінок МакЕведі та Джонса для цілої Австрії бл. 200 року, населення Норика в римський період могло складати бл. 400-500 тисяч людей, тобто майже удвічі більше, ніж у царський період. Найбільший прогрес відбувся у придунайській частині провінції: поблизу військових гарнізонів утворювалися поселення з ремісників, співмешканок солдат. Самі солдати після служби засновували дрібні господарства.
Після вторгнення маркоманнів у 167-168 рр.  Марк Аврелій реорганізував управління. Тепер Нориком керували пропретори, які за сумісництвом ставали легатами новоствореного  Legio II Italica. Центр легіону, Лауріакум, стає столицею провінції.
Криза III століття зачепила Норик менше, ніж сусідні провінції, Рецію та Паннонію. Втім, близько 275 р. алеманнам вдалося пройти всю провінцію і зруйнувати альпійське місто Агунтум.
Під час адміністративної реформи Діоклетіана Норик було поділено на дві частини — Норик Ріпенсе (Noricum ripense, буквально "прирічний"), та Норик Медітерранеум (Noricum mediterraneum, "середземний"). Їх столицями стали, відповідно, Лауріакум та Вірунум.
Обидві провінції були віднесені до діоцезу Іллирик преторіанської префектури Італія. Також Діоклетіан створив новий легіон, Legio I Noricorum.

### Занепад
Хоча війська стримували атаки германців на кордонах до кінця IV століття, становище населення дуже погіршилось через довготривалі зміни клімату. На зміну римському кліматичному оптимуму, у Центральній Європі розпочався холодний і вологий період. На відповідній території це призвело до неврожаїв, загибелі свійських тварин, голоду та епідемій у періоди 326-340, 349-360, 368-370, 388-390 років.
На початку V ст. прикордонні гарнізони були зменшені для забезпечення кращої оборони Італії. Але й ці війська населенню було усе важче підтримувати. Приблизно у 430/431 роках у Норику спалахнуло повстання через високі податки. Виступ було жорстоко придушено військами Аеція.
У 433 р. гірський Норик прийняв велику кількість втікачів зі спустошеноі гуннами Паннонії. В середині V ст. його столиця переноситься з Вірунуму до Теурнії.
У 439 р. через остаточну втрату відносно багатих африканських провінцій, Рим знову послабив свою військову присутність на Дунаї. Остаточно війська в Норику були розпущені наприкінці 460-х років. Безпеку вдається підтримувати завдяки зусиллям абата Северина, який проводив перемовини з ругіями та іншими племенами, що жили на північ від Дунаю.
У 488 році Одоакр наказує мешканцям північної провінції Ріпенсе звільнити землі для того, щоб оселити на них герулів та ругів. Цей наказ було здійснено лише частково, про що свідчать рето-романські імена і надписи наступних століть. До Королівства остготів Норик входить автоматично, визнаючи владу в Римі. 

### Римські міста
Вірунум. Столиця царства і провінції до сер. II ст. Клавдій надав місту права муніципія і побудував тут театр. Місто мало форум, капітолій і терми, але обходилося без водогону. Площа - 47 га. Амфітеатр на 5 тис. глядачів.
Лауріакум. До 175 р. - містечко на переправі через ріку Еннс. Згодом - центр Legio II Italica та столиця провінції. При цьому лишився невеликим містом.
Овілава (Вельс). Найбільше місто Норика. Статус муніципія від Адріана, колонії - від Каракалли. Овілава мала водогін та невеликий амфітеатр. Площа - 83-90 га. Населення - максимум 12-14 тис. осіб.
Флавія Сольва. Права муніципія отримав від Веспасіана, колонії - від Адріана. Амфітеатр II ст. на 3,5 тис. глядачів. Площа міста - 17 га. Населення до 3 тис. осіб.
Целея. Торговий центр на шляхах до Паннонії та Італії. Права муніципія отримало за Клавдія. Центр культу Марса.
Агунтум. Римське місто неподалік від старого поселення (оппідума).  Отримав римських поселенців та права муніципія за Клавдія. Мав базиліку, форум та розкішні терми часів Тиберія з кількома мармуровими басейнами. Поблизу Агунтума знайдено рештки вілли площею 3 тис. м2.
Ювавум (Зальцбург). Заснований у 45 р. н. е. на місці кельтського поселення. Місто отримало регулярний план, колоністів і права муніципія.
Цетіум (Санкт-Пельтен) - військове поселення. Статус муніципія отримав від Адріана. Зруйнований під час Маркомманських воєн і згодом відновлений.
Теурнія. Заснована Клавдієм і одразу отримала статус муніципія. Площа 8 га. Місто мало капітолій, форум, базиліку, терми і кілька храмів.

## Використання топоніма
Як топонім та етнонім слова "норик", "норики" використовуються до кінця середніх віків. Зокрема, норики згадуються в Повісті временних літ:
| "По раздрушеніи же столпа и по раздЂлении языкъ, прияша сынове Симовы въсточныя страны, а Хамовы же сынове полуденныя страны; Афетови же сынове западъ прияша и полунощьныя страны. Оть сихъ же 70 и дву языку бысть языкъ Словенескъ отъ племени же Афетова, нарицаемЂи Норци, иже суть СловенЂ."[7] |

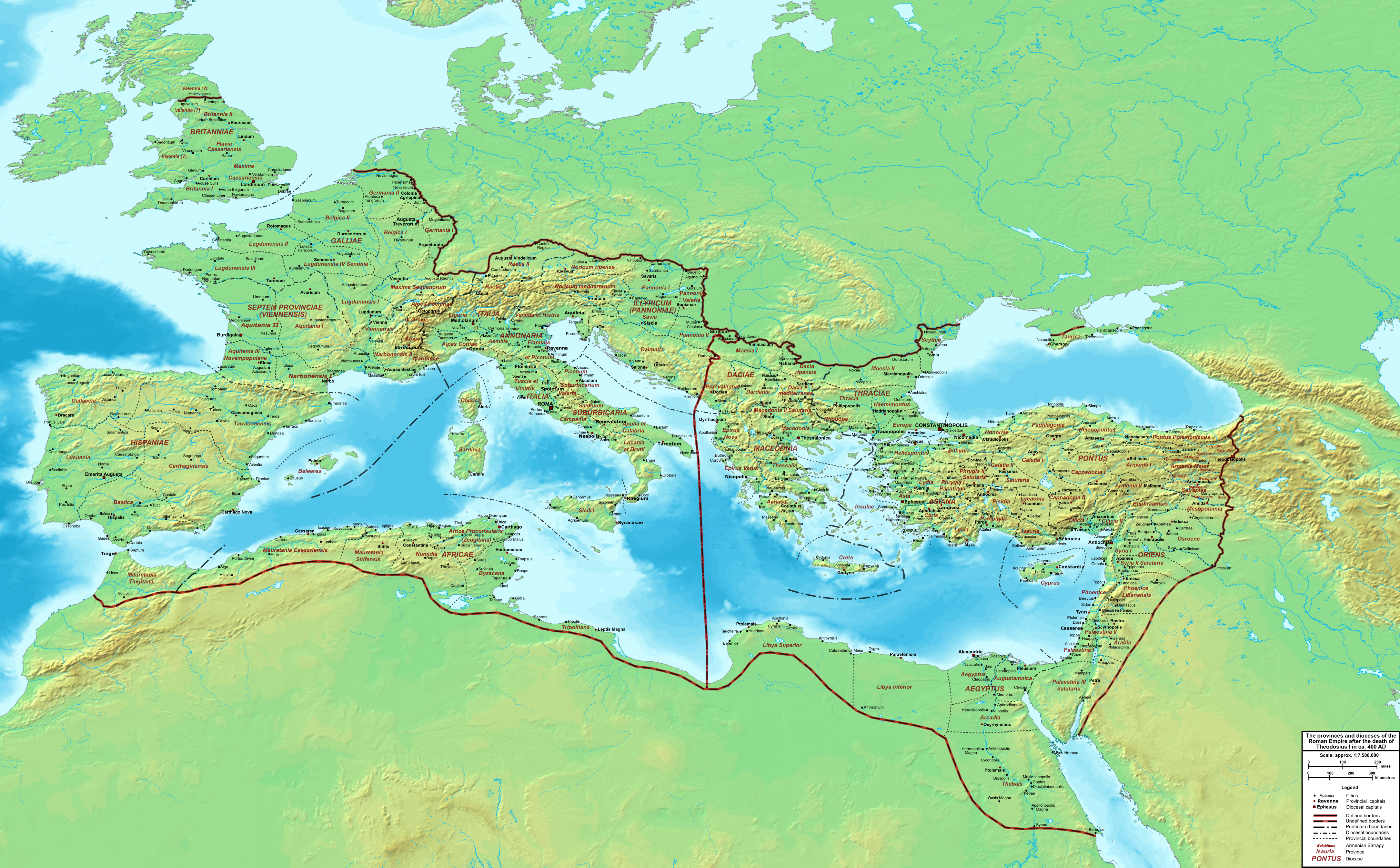
Провінції і єпархії Римської імперії у 400 р.

Норик згадується і у іншому літописі: 
| “Року Божого 477 Одоацер, король Рутенів, Гепідів, Готів, Унгарів та Герулів, виступаючи проти церкви божої, благочестивого Максима з його 50 учнями, що молилися з ним в цій печері, за сповідання віри жорстоко мучено та скинуто вниз, а провінцію Норикум мечем і вогнем спустошивши”[8]. |
Цей напис вигравіюваний на мармуровій плиті, встановленій у катакомбах «Монашої Гори» колишнього м. Ювавума лат. Claudium Iuvavum (нині Зальцбург) — фортеці в провінції Норик. 

Існує теорія О. М. Трубачова про прабатьківщину слов'ян на Середньому Дунаї, в Західному Норику. Гальштатська культура в етнічному відношенні вважається також культурою нориків.

## Новий час
У 1919 році останній прем'єр-міністр імператорської Австрії — Гайнрік Ламаск (англ. Heinrich Lammasch) — висував ідею, щоб дати молодій республіці назву «Norische Republik» або «Noric Republic», оскільки древні кордони були аналогічні новим, територія на той час, не хотіла вважати себе спадкоємцем Габсбурзької монархії, а бути незалежною, нейтральною і мирною державою.